# Ramón Salazar
Ramón Salazar est un réalisateur de cinéma espagnol né à Malaga le 28 mai 1973.

## Biographie
En 2003, Salazar est nommé pour le Prix Goya du meilleur nouveau réalisateur pour le film Piedras.
Ramón Salazar réalise les films 20 centimètres (2005), 10.000 noches en ninguna parte (2013) et La Maladie du dimanche (2018).
Il réalise également des épisodes des deux premières saisons de la série télévisée Elite, ainsi que pour les séries Derrière les barreaux (Vis a vis) et Red Rose.

## Filmographie
- 1999 : Hongos (court métrage)
- 2002 : Piedras[1]
- 2005 : 20 centimètres (20 centímetros)
- 2013 : 10.000 noches en ninguna parte
- 2017 : El domingo (court métrage)
- 2018 : La Maladie du dimanche (La enfermedad del domingo)[2]
- 2018-2019 : Elite (série télévisée), 8 épisodes[3]
- 2019 : Derrière les barreaux (Vis a vis) (série télévisée), 2 épisodes
- 2022 : Red Rose (série télévisée), 2 épisodes